# Kaulong
Le kaulong est une des langues ngero-vitiaz, parlée par 4 000 locuteurs (Tryon, 2000) dans la province de la Nouvelle-Bretagne occidentale.
Il est parlé surtout à l'intérieur des terres du district de Kandrian.